# Мандолината
„Мандолината“ е български игрален филм от 1973 година, по сценарий и режисура на Иля Велчев. Оператор и художник е Константин Джидров. Музиката във филма е по италианска народна песен и е разработена от Иван Халачев. „Мандолината“ е дипломна работа и дебют на Иля Велчев.
Новелата „Мандолината“ е включена в книгата на Иля Велчев „Представлението“.

## Сюжет
Млад поет антифашист е осъден на смърт и чака изпълнението на присъдата си в затвора. Неговата романтична вяра в свободата, в едно по-справедливо бъдеще, среща скептицизма на началника на затвора, който някога също е бил антифашист, интербригадист в Испания, но за да спаси живота си, предава идеалите си. Поета му напомня за неговата младост и неговото предателство. Бори се с желанието да му помогне да избяга или лично да го убие и така да убие угризенията на съвестта си. Ренегата и Поета противопоставят вижданията си, докато свирят заедно на мандолини една мелодия с два различни текста – любовната „Роза се омъжи“ и революционната „Ние всички сме деца на майката земя“. Жестоката развръзка е логична в този филм поема.

## Актьорски състав
Роли във филма изпълняват актьорите:
- Юрий Ангелов – Поета
- Петър Слабаков – Главният
- Сашка Братанова – Момичето
- з. а. Досьо Досев – Старшината
- Иван Григоров – Фоката, агента в бяло
- Надежда Казасян – Орхидея Чилингирова
- Николай Иванов - добруджанчето
- Минчо Николов
- Георги Г. Георгиев - затворник
- Елена Балабанова
- Георги Балабанов
- Павел Поппандов - затворник
- Иван Андреев
- Алекси Алексиев
- Васил Пенов
- Георги Бахчеванов - затворник

## Награди
- Наградата на критиката на Първия международен кинофестивал в Багдад през 1973 година.
- Награда за операторско майсторство за Константин Джидров на Първия международен кинофестивал в Багдад.
- Селекция за кинофестивала в Манхайм.
- Селекция за кинофестивала в Монтрьо.